# Президенти-Кеннеди (Токантинс)

Президенти-Кеннеди на карте штата.

Президенти-Кеннеди (порт. Presidente Kennedy) — муниципалитет в Бразилии, входит в штат Токантинс. Составная часть мезорегиона Западный Токантинс. Входит в экономико-статистический микрорегион Мирасема-ду-Токантинс. Население составляет  3 681 человек на 2010 год. Занимает площадь 770,423 км². Плотность населения — 4,78 чел./км².
Праздник города —  31 декабря. 

## Демография
Согласно сведениям, собранным в ходе переписи 2010 г. Национальным институтом географии и статистики (IBGE), население муниципалитета составляет:
| Полное население                               | Полное население                               | Полное население                               | Полное население                               | 3 681 |
| ---------------------------------------------- | ---------------------------------------------- | ---------------------------------------------- | ---------------------------------------------- | ----- |
| в том числе:                                   | Городское население                            | 3 227                                          | Процент городского населения, %                | 87,67 |
|                                                | Сельское население                             | 454                                            | Процент сельского населения, %                 | 12,33 |
|                                                | Мужское население                              | 1 882                                          | Процент мужского населения, %                  | 51,13 |
|                                                | Женское население                              | 1 799                                          | Процент женского населения, %                  | 48,87 |
| Плотность населения, чел/км²                   | Плотность населения, чел/км²                   | Плотность населения, чел/км²                   | Плотность населения, чел/км²                   | 4,78  |
| Население муниципалитета в % к населению штата | Население муниципалитета в % к населению штата | Население муниципалитета в % к населению штата | Население муниципалитета в % к населению штата | 0,27  |

По данным оценки 2016 года население муниципалитета составляет 3 744 жителя.

## Статистика
- Валовой внутренний продукт на 2003 составляет 7.873.457,00 реалов (данные: Бразильский институт географии и статистики).
- Валовой внутренний продукт на душу населения на 2003 составляет 2.053,05 реалов (данные: Бразильский институт географии и статистики).
- Индекс развития человеческого потенциала на 2000 составляет 0,692 (данные: Программа развития ООН).

## Важнейшие населенные пункты
| № | Населённый пункт   | Населённый пункт (порт.) | Категория | Население чел. (2010) | На карте                       |
| - | ------------------ | ------------------------ | --------- | --------------------- | ------------------------------ |
| 1 | Президенти-Кеннеди | Presidente Kennedy       | город     | 3 227                 | 8°31′51″ ю. ш. 48°30′20″ з. д. |